# Ceux du rivage
Pour plus de détails, voir Fiche technique et Distribution.
Ceux du rivage est un film français réalisé par Jacques Séverac et sorti en 1943.

## Synopsis
Sur les bords de l'Atlantique, Rocheteau soupçonne Clovis d'avoir couché avec sa femme, aujourd'hui décédée. Clovis élève un garçon, Jean, amoureux de Marie-Louise, la fille de Rocheteau. Ce dernier refuse le mariage car il pense que les jeunes sont frère et sœur. Un jour, Rocheteau est blessé d'un coup de revolver et ce sont Clovis et Jean qui sont accusés jusqu'à ce que l'on découvre le véritable meurtrier, Domanget, amant de Lucette, la femme qui vit avec Rocheteau. Clovis en profite alors pour dévoiler un secret : Jean est le fils naturel de sa sœur et n'a donc aucun lien de parenté avec Marie-Louise.

## Fiche technique
- Titre : Ceux du rivage
- Réalisateur : Jacques Séverac
- Scénario : Jean-Pierre Vinet
- Dialogues : Paul Achard
- Photographie : Jean-Serge Bourgoin
- Musique : Tony Aubin
- Montage : Raymond Lamy
- Pays de production :  France
- Format : Noir et blanc - 1,37:1 - 35 mm - Son mono
- Durée : 90 minutes
- Date de sortie :
  - France : 20 octobre 1943

## Distribution
- Fernand Charpin : Clovis
- Aimé Clariond : Rocheteau
- Blanchette Brunoy : Marie-Louise
- René Dupuy : Jean
- Line Noro : Lucette
- Pierre Tichadel : Auquebuse
- Raymond Bussières : Domanget
- Michel Vitold : le juge d'instruction
- Charles Lemontier : le brigadier de gendarmerie